# Tetragonula hirashimai
Tetragonula hirashimai là một loài Hymenoptera trong họ Apidae. Loài này được Sakagami mô tả khoa học năm 1978.